# コンテチーズ
コンテチーズまたは 「コンテ」 (Comté) は、フランス東部のジュラ山脈一帯・スイスとの国境付近で作られているフランスを代表する熟成ハードチーズ。生産量は、フランス産AOPチーズの中で最も多い年間約60,000トン。   
生産地域は、AOPによってフランシュ・コンテ地方のジュラ県、ドゥー県およびローヌ・アルプ地方のアン県にまたがるジュラ山脈一帯と定められている。直径約60センチメートル、高さ10センチメートル、重さは約40キログラムの大型チーズ。最低熟成期間は4ヶ月だが、12 - 18ヶ月、時にはそれ以上熟成されるものもある。
コンテの最大の特徴はナッツのような風味や栗のようなホクホク感だが、熟成期間や作られた季節、作り手などによって、ひとつひとつ異なる多様なアロマや風味を味わえるのも特徴。一般的に4 - 6ヶ月熟成ほどの若いコンテはミルクの味わいを残すマイルドな風味で、溶けやすく料理にも適している。熟成が増すにつれ、さらに複雑で芳醇な風味を醸し出すようになる。同郷の樽香のあるジュラワイン、特にヴァン・ジョーヌ（黄ワイン）との相性が抜群とされている。